# Мученичество святой Екатерины (Феррари)
«Мученичество святой Екатерины» (итал. Martirio di santa Caterina) — картина итальянского живописца Гауденцио Феррари. Создана в 1541—1543 годах. Хранится в Пинакотеке Брера в Милане (в коллекции с 1829 года).

## Описание
Эта алтарная картина была написана для церкви Сант-Анджело в Милане.
Инновационная композиция имеет два центра фокусировки: снизу — напрасные усилия палачей, которые пытаются сдвинуть колесо с гвоздями св. Екатерины; сверху — неистовый полет ангела с обнаженным мечом, на котором сосредоточены взгляды почти всех присутствующих. Волнующая сцена, на грани horror vacui, в которой спокойствие, исходящее из св. Екатерины, ярко контрастирует с жестами других персонажей.
Обращают на себя внимание гигантские фигуры мучителей, написанные с необыкновенным реализмом, которые как будто противостоят (мускулистыми усилиями и динамикой поз) причудливым образцам международного маньеризма.
Феррари заслуженно считается первооткрывателем поворотного этапа в религиозной живописи Ломбардии, художником, стоящим на пороге Контрреформации.